# The Economic History Review
The Economic History Review (em português "Revista de História Econômica") é um periódico de história econômica publicado quadrimensalmente pela Economic History Society. Foi fundado em 1927 por Eileen Power e é editado por Steve Hindle e Steven Broadberry. Seus primeiros editores foram E. Lipson e R. H. Tawney; e outros editores anteriores incluem M. M. Postan, H. J. Habbakuk, Christopher Dyer e Jane Humphries.